# Giải bóng đá hạng ba quốc gia Cộng hòa Síp 1982–83
Giải bóng đá hạng ba quốc gia Cộng hòa Síp 1982–83 là mùa giải thứ 12 của giải bóng đá hạng ba Cộng hòa Síp. ENTHOI Lakatamia FC giành danh hiệu đầu tiên.

## Thể thức thi đấu
Có 14 đội bóng tham gia Giải bóng đá hạng ba quốc gia Cộng hòa Síp 1982–83. Tất cả các đội thi đấu với nhau hai lần, một ở sân nhà và một ở sân khách. Đội bóng nhiều điểm nhất vào cuối mùa giải sẽ là đội vô địch. Hai đội đầu bảng sẽ lên chơi ở Giải bóng đá hạng nhì quốc gia Cộng hòa Síp 1983–84. Hai đội cuối bảng xuống chơi tại các giải khu vực.

### Hệ thống điểm
Các đội bóng nhận được 2 điểm cho một trận thắng, 1 điểm cho một trận hòa và 0 điểm cho một trận thua.

## Bảng xếp hạng
| Vị thứ | Đội bóng                   | St. | T. | H. | B. | BT. | BB. | BT. | Đ  | Ghi chú                                                                 |
| ------ | -------------------------- | --- | -- | -- | -- | --- | --- | --- | -- | ----------------------------------------------------------------------- |
| 1      | ENTHOI Lakatamia FC        | 26  |    |    |    | 34  | 12  | +22 | 38 | Vô địch-Thăng hạng Giải bóng đá hạng nhì quốc gia Cộng hòa Síp 1983–84. |
| 2      | Doxa Katokopias FC         | 26  |    |    |    | 42  | 18  | +24 | 35 | Thăng hạng Giải bóng đá hạng nhì quốc gia Cộng hòa Síp 1983–84.         |
| 3      | Akritas Chlorakas          | 26  |    |    |    | 43  | 31  | +8  | 33 |                                                                         |
| 4      | Digenis Akritas Morphou FC | 26  |    |    |    | 40  | 29  | +11 | 32 |                                                                         |
| 5      | ASO Ormideia               | 26  |    |    |    | 33  | 25  | +8  | 30 |                                                                         |
| 6      | Orfeas Athienou            | 26  |    |    |    | 45  | 27  | +18 | 29 |                                                                         |
| 7      | Neos Aionas Trikomou       | 26  |    |    |    | 20  | 21  | -1  | 27 |                                                                         |
| 8      | Ethnikos Assia FC          | 26  |    |    |    | 32  | 32  | 0   | 26 |                                                                         |
| 9      | APEP FC                    | 26  |    |    |    | 29  | 29  | 0   | 24 |                                                                         |
| 10     | AEK Kythreas               | 26  |    |    |    | 28  | 33  | -5  | 24 |                                                                         |
| 11     | Iraklis Gerolakkou         | 26  |    |    |    | 25  | 31  | -6  | 23 |                                                                         |
| 12     | ASIL Lysi                  | 26  |    |    |    | 27  | 34  | -7  | 21 |                                                                         |
| 13     | ENAD Ayiou Dometiou FC     | 26  |    |    |    | 24  | 28  | -4  | 11 | Xuống hạng các giải khu vực.                                            |
| 14     | Olimpiada Neapolis FC      | 26  |    |    |    | 12  | 77  | -65 | 4  | Xuống hạng các giải khu vực.                                            |

Hệ thống điểm: Thắng=2 điểm, Hòa=1 điểm, Thua=0 điểm
Luật xếp hạng: 1) Điểm, 2) Hiệu số, 3) Bàn thắng